# NEWS ALIVE
NEWS ALIVE(ニュース・アライブ）は2005年10月にスタートした広島FMの朝ワイドMORNING ALIVE内のニュースコーナー。

## パーソナリティ
2005年10月3日～2006年9月29日
- 黒田恭敬（月～木）
- 柴田直子（金）

2006年10月2日～2008年3月28日
- 貢藤十六（月～木）
- 柴田直子（金）

2008年4月1日～
- 貢藤十六（月・水・金）
- 臼井美貴（火・木）

## 概要
- 放送時間：7:45~7:50（MORNING ALIVE内）
- 提供：広島トヨタ
- 週によっては｢NEWS ALIVE 中国新聞ニュース｣というタイトルになることがある。
- 2008年4月の放送からこのタイトルがつくニュースはこの時間のみとなった。
- 立花裕人のMORNING FREEWAYにも同名のプログラムがあった。

| スタブアイコン | サブスタブ | この項目は、まだ閲覧者の調べものの参照としては役立たない、ラジオ番組に関連した書きかけの項目です。この項目を加筆・訂正などしてくださる協力者を求めています（P:ラジオ/PJ:放送番組）。 |